# Менсатор, Лукаш
Лукаш Менсатор (чеш. Lukáš Mensator; род. 18 августа 1984 года, Соколов, Чехословакия) — чешский хоккейный вратарь. Чемпион Чехии 2009 года. Сейчас является тренером вратарей в клубе чешской Экстралиги «Млада Болеслав».

## Карьера
Лукаш начал заниматься хоккеем в возрасте семи лет в клубе «Карловы Вары», с того момента выступал за команды всех возрастных категорий, в частности U-18 и U-20 до 2002 года.
На драфте НХЛ 2002 года был выбран в третьем раунде, под номером 83, клубом «Ванкувер Кэнакс». С 2002 по 2004 годы, Менсатор выступал в Хоккейной лиге Онтарио за клуб «Оттава 67». С «Оттава 67», он в 2003 году вышел в финал Кубка Дж. Росса Робертсона, но его команда уступила в серии 1:4 «Китченер Рейнджерс».
В 2004 году он вернулся в Чехию, подписав контракт с родным клубом «Карловы Вары», за который отыграл следующие 9 сезонов. В конце сезона 2004/05 годов находился в аренде в «Млада Болеслав», вместе с ним достиг плей-офф полуфинала чешской первой лиги. С сезона 2007/08 Лукаш неизменно был вратарем «Карловых Вар», в составе которых стал чемпионом Чехии в 2009 году, в финальной серии они победили пражскую «Славию» 4:2. Менсатор был признан в плей-офф MVP и лучшим вратарем сезона в чешской экстралиге.
С 2013 по 2015 годы выступал за «Пльзень».
С 2015 по 2016 год играл в команде «Рытиржи Кладно».
Сезон 2016/2017 стал последним в карьере Менсатора, он отыграл его в составе немецкого «Фрайбурга».
С 2017 по 2021 год работал тренером вратарей в команде «Баник» из родного города Соколов.
С сезона 2021/22 занимает должность тренера вратарей клуба чешской Экстралиги «Млада Болеслав».

## Достижения

### Командные
- Чемпион Чехии 2009
- Серебряный призёр чемпионата Чехии 2008
- Бронзовый призёр чемпионата мира среди юниоров 2002

### Личные
- Лучший вратарь чемпионата мира среди юниоров 2002
- Лучший вратарь чешской Экстралиги 2009
- Самый ценный хоккеист плей-офф чешской Экстралиги 2009